# Diviziunea de Nord

Harta Diviziunii de Nord.

Diviziunea de Nord este una din cele patru diviziuni teritoriale din insulele Fiji care grupează paisprezece provincii din Fiji pentru scopuri ale administrației locale. Centrul administrativ al diviziunii, unde se află principalele departamente guvernamentale, este Labasa.
Divizia de Nord acoperă trei provincii: Macuata, Cakaudrove și Bua și include întreaga insulă Vanua Levu. Aceasta se bazează pe deciziile provinciilor tradiționale fijiene, precum și pe considerente administrative. Excluzând insulele Lau, care fac parte din Diviziunea Orientală, divizia de nord este coextensivă cu confederația Tovata.
Printre liderii fijieni importanți din Diviziunea de Nord se numără Ratu Sir Penaia Ganilau, primul președinte al Republicii Fiji (1987-1993) și fostul premier Sitiveni Rabuka.